# Aramisauto
Aramisauto est une entreprise française commercialisant des automobiles reconditionnées, fondée en 2001 avec la marque Aramisauto, par Guillaume Paoli et Nicolas Chartier et désormais présente dans 6 pays en Europe, avec Aramis Group.

## Historique
Aramisauto est fondé le 25 septembre 2001 par Guillaume Paoli et Nicolas Chartier.
La première agence commerciale est ouverte dans le 15e arrondissement de Paris en janvier 2002, la deuxième agence à Lyon en mai 2003.
En 2007, compte tenu de sa croissance, l'entreprise se voit décerner le statut de « Gazelle » par le ministre des PME et du Commerce, Renaud Dutreil. L'entreprise étend son offre en janvier 2009 aux véhicules d'occasion.
À partir de septembre 2010, la société propose la reprise de voiture sans obligation d'en acheter une nouvelle.
En 2013, le site est classé sixième des sites de vente en ligne français en chiffre d'affaires.
À la fin de 2013, la société ouvre sa première usine de reconditionnement de véhicules d'occasion à Donzère.
En février 2014, le réseau renforce sa présence à Fréjus.
En 2015, plus de 5 000 voitures d'occasion sont reconditionnées.
En 2016, PSA Peugeot-Citroën et Aramisauto concluent une alliance capitalistique et stratégique, PSA devenant majoritaire dans le capital d'Aramis Group, maison-mère d'Aramisauto.
En 2018, Aramis Group fait l'acquisition de Cardoen. La même année, en France, le site de Donzère reconditionne plus de 12 000 voitures.
En 2019, Aramisauto ouvre sa 31e agence à Reims.
En mai 2021, Aramisauto, via Aramis Group est introduite en bourse. L'entreprise espère lever 250 millions d'euros à cette occasion, pour développer son empreinte géographique,,,.
Aramis Group est introduit en bourse le 18 juin 2021 sur Euronext Paris.
En 2022, Aramisauto ouvre son deuxième centre de reconditionnement à Nemours ainsi qu’une nouvelle agence commerciale.
En 2023, Aramisauto ouvre une agence commerciale à Poitiers.
En 2024, Aramisauto ouvre une agence commerciale à Lorient.
En 2025, Aramisauto ouvre une agence commerciale à Anglet, Mulhouse et Meaux,.